# Municipio de Clay (condado de Highland)
El municipio de Clay (en inglés: Clay Township) es un municipio ubicado en el condado de Highland en el estado estadounidense de Ohio. En el año 2010 tenía una población de 1431 habitantes y una densidad poblacional de 19,65 personas por km².

## Geografía
El municipio de Clay se encuentra ubicado en las coordenadas 39°4′13″N 83°50′2″O / 39.07028, -83.83389. Según la Oficina del Censo de los Estados Unidos, el municipio tiene una superficie total de 72.81 km², de la cual 72,79 km² corresponden a tierra firme y (0,03 %) 0,02 km² es agua.

## Demografía
Según el censo de 2010, había 1431 personas residiendo en el municipio de Clay. La densidad de población era de 19,65 hab./km². De los 1431 habitantes, el municipio de Clay estaba compuesto por el 98,67 % blancos, el 0,35 % eran afroamericanos, el 0,07 % eran amerindios, el 0,07 % eran asiáticos, el 0,07 % eran de otras razas y el 0,77 % eran de una mezcla de razas. Del total de la población el 0,14 % eran hispanos o latinos de cualquier raza.